# Lehrdetal
Das Lehrdetal ist ein Naturschutzgebiet in der Stadt Visselhövede im Landkreis Rotenburg (Wümme), in der Stadt Walsrode im Landkreis Heidekreis und in der Gemeinde Kirchlinteln im Landkreis Verden in Niedersachsen.

## Allgemeines
Das Naturschutzgebiet mit dem Kennzeichen NSG LÜ 347 ist rund 438 Hektar groß. Es ist größtenteils Bestandteil des FFH-Gebietes „Lehrde und Eich“. Das Naturschutzgebiet grenzt bei Kettenburg an das Naturschutzgebiet „Eich“ und kurz vor der Mündung der Lehrde in die Aller an das Naturschutzgebiet „Untere Allerniederung im Landkreis Verden“. Ansonsten ist es vielfach vom Landschaftsschutzgebiet „Lehrdetal“ bzw. dem Landschaftsschutzgebiet „Lehrdewiesen“ umgeben. Die Landschaftsschutzgebiete „Lehrdetal“ und „Lehrdetal im Landkreis Verden“ gingen im Geltungsbereich der Naturschutzverordnung in dieser auf. Außerdem ersetzt die Naturschutzverordnung die „Verordnung der Bezirksregierung Lüneburg über den Schutz der Lebensstätte für Fischotter und Eisvogel an und auf der Lehrde im Bereich von Stellichte bis Stemmen“ aus dem Jahr 1983. Das Gebiet steht seit dem 1. Februar 2019 unter Naturschutz. Zuständige untere Naturschutzbehörden sind die Landkreise Rotenburg (Wümme), Heidekreis und Verden.

## Beschreibung
Das Naturschutzgebiet erstreckt sich auf rund 30 km Länge entlang der Niederung der Lehrde zwischen Limmerberg südwestlich von Visselhövede bis zum Allerdeich vor der Mündung der Lehrde in die Aller. Es umfasst den Flusslauf der Lehrde mit ihren Uferbereichen und oberhalb von Stemmen auch weitere Bereiche des Talraums und der Niederung des Flusses. An einigen Stellen befinden sich in der Niederung Stillgewässer, die teilweise aus Altarmen der Lehrde entstanden sind. Die Lehrde ist als Fließgewässer mit flutender Wasservegetation weitgehend naturnah ausgeprägt und unterliegt ihrer natürlichen Gewässerdynamik. Zwischen Kettenburg und Stellichte ist sie streckenweise begradigt. Der Fluss wird ab seinem Eintritt in das Naturschutzgebiet nördlich von Kettenburg zunächst von Erlen-Auwäldern und Bruchwäldern gesäumt, bevor er oberhalb von Stellichte in als Grünland genutzte Bereiche eintritt. In der Folge wechseln Grünland und gewässerbegleitende Gehölze, bevor sich unterhalb von Stellichte auf der Seite des Heidekreises wieder Wälder an das Tal der Lehrde anschließen. Die Wälder sind als Bruchwälder und feuchte Eichen-Hainbuchenwälder ausgeprägt. An den Talrändern gehen sie in Hainsimsen-Buchen- und Eichenmischwälder über. Etwa ab der Querung der Lehrde durch die Kreisstraße 22 wird die Niederung der Lehrde von Grünländern und zunächst noch weiteren Wäldern auf der Seite des Heidekreises dominiert. Unterhalb der Querung der Lehrde durch die Kreisstraße 30 durchfließt die Lehrde eine Niederung mit als Grünland und teilweise auch Acker landwirtschaftlich genutzten Flächen.
Die gewässerbegleitenden Gehölze sind vielfach als Galeriewald entlang der Lehrde ausgebildet. Vorherrschende Baumarten sind Schwarzerle und Esche. In der Strauchschicht siedeln Europäisches Pfaffenhütchen, Gewöhnliche Traubenkirsche, Grauweide, Schlehdorn und Hasel, die Krautschicht wird aus Gundermann, Winkelsegge, Flatterbinse, Hainsternmiere, Frauenfarn, Waldziest, Scharbockskraut, Echtes Mädesüß, Giersch und Riesenschwingel gebildet. Stellenweise bildet Rohrglanzgras flächige Bestände.
Die Grünlandflächen unterliegen unterschiedlichen Nutzungsintensitäten. Besondere Bedeutung für den Naturschutz haben dabei als Mähwiesen genutzte Flächen. Die Flächen im Bereich des Unterlaufs der Lehrde werden bei Hochwasser überschwemmt. Die Lehrde wird auch hier überwiegend von Gehölzen begleitet. Unterhalb der Querung durch die Kreisstraße 30 stocken noch kleinflächig Wälder. Neben gewässerbegleitenden Gehölzen sind entlang der Ufer auch Hochstaudenfluren ausgebildet. Weiterhin sind im Naturschutzgebiet Röhrichte sowie Seggen- und Binsenriede ausgebildet. In vermoorten Bereichen stocken kleinflächig Moorwälder. Weiterhin sind feuchte Heiden mit Glockenheide, Besenheide, Moorlilie, Schnabelried und Torfmoosen sowie Torfmoor-Schlenken ausgebildet.
Das Naturschutzgebiet ist u. a. Lebensraum der Grünen Flussjungfer sowie für Fischotter und Biber und die Fledermausarten Großes Mausohr, Bechsteinfledermaus und Mopsfledermaus sowie Wasserfledermaus, Fransenfledermaus, Große Bartfledermaus, Kleine Bartfledermaus, Abendsegler, Breitflügelfledermaus, Rauhautfledermaus, Zwergfledermaus, Mückenfledermaus und Braunes Langohr. Die Röhrichte bieten Feldschwirl, Sumpfrohrsänger, Teichrohrsänger und Rohrammer einen geeigneten Lebensraum. Weiterhin sind u. a. Dorngrasmücke und Neuntöter heimisch. In der Lehrde sind u. a. Bach- und Flussneunauge heimisch. Der Bereich oberhalb der Querung des Naturschutzgebietes durch die Autobahn 27 ist Nahrungshabitat des Schwarzstorchs.